# لغة شاملة
اللغة الشاملة (بالإنجليزية: Universal language)‏‏ هي لغة مفترضة أو تاريخية يفهمها ويستخدمها جميع البشر في أرجاء الأرض. حيث يُفترض بأنها سوف تساعد على تحقيق الوحدة الإنسانية وتسهّل التواصل بين جميع البشر.

## الجذور التاريخية للفكرة
تمتد جذور فكرة اللغة الشاملة إلى العصور القديمة، حيث وجدت ديانات وأساطير ونصوص مقدسة تروي أن البشر في بداياتهم كانوا يتحدثون لغة واحدة. ففي المعتقدات اليهودية والمسيحية، تُعتبر قصة برج بابل رمزًا لهذا المفهوم، حيث يُروى أن لغة جميع البشر كانت لغة واحدة في المراحل الأولى من تاريخهم ولكن الله عاقب البشر وجعل لغاتهم متعددة، مما أدى إلى "خلط الألسنة" وابتعادها عن اللغة الأولى. هناك أيضًا نظريات مشابهة في ديانات أخرى كالأساطير الهندية التي تتحدث عن دور الآلهة في خلق اللغات. وفي مصر القديمة حاول الفرعون بسماتيك الأول اكتشاف اللغة الأصلية للبشر ولم تستند محاولاته على أسس علمية وإنما اعتمدت إلى حد كبير على الأساطير.

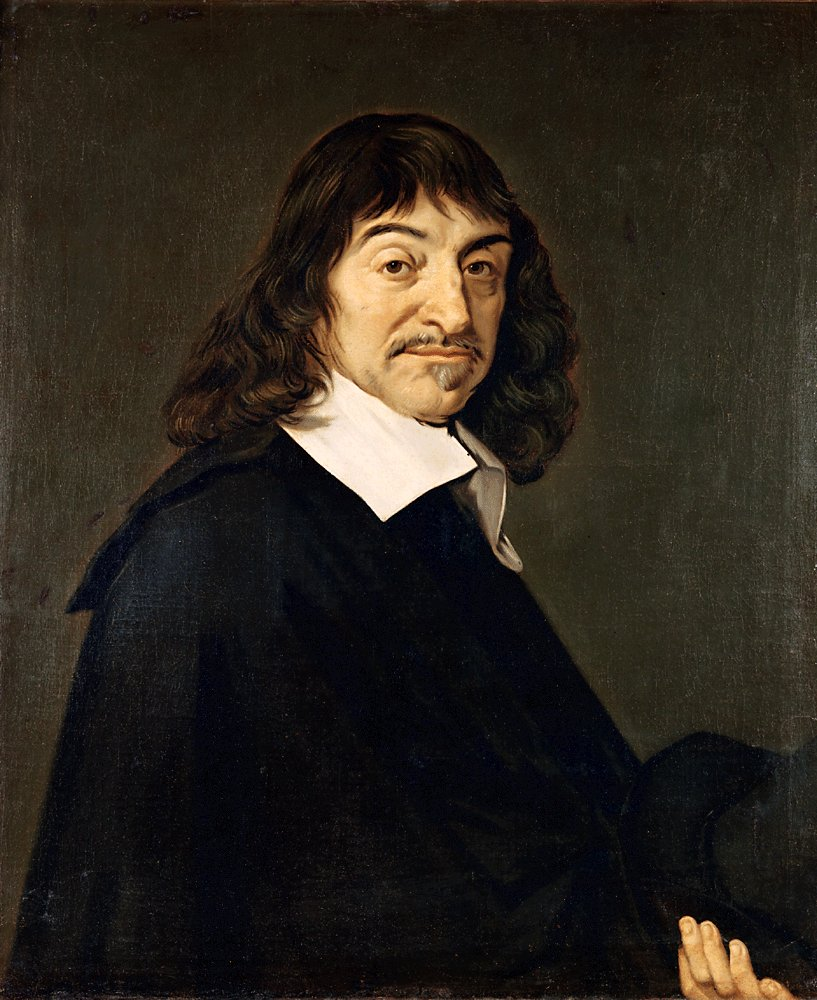
الفيلسوف رينيه ديكارت، أبرز دعاة اللغة الشاملة

أما في العصور الحديثة فقد تطورت الفكرة بشكل أكبر في القرن السابع عشر حينما بدأ المفكرون والأدباء في أوروبا بالدعوة إلى أفكار ورؤى تسعى إلى إيجاد لغة مشتركة تجمع البشرية كوسيلة للتواصل الثقافي والتعاون وتذويب الفوارق بين مختلف الشعوب.
أحد الشخصيات الأكثر تأثيرًا في السعي نحو لغة شاملة كان الفيلسوف وعالم الرياضيات الفرنسي رينيه ديكارت. اعتقد ديكارت أن اللغة الشاملة سوف تسهل تطور المعرفة البشرية وتقوّي جسور التواصل بين الثقافات المختلفة. وضعت أعمال هذا الفيلسوف حجر الأساس للجهود اللاحقة في السعي نحو لغة شاملة.
ثم جرت محاولات عدة لإيجاد لغة مشتركة، مثل استخدام لغات كاللاتينية واليونانية واعتبارها وسيلة للتواصل الثقافي والسياسي.
ومع تصاعد النزعة الوطنية في العصور المتأخرة، أصبح من الصعب على العلماء والباحثين توحيد أعمالهم بلغة واحدة، مما زاد الحاجة إلى إيجاد لغة مشتركة. ومن ثم تم اقتراح العديد من الخيارات، ولكن العثور على لغة مناسبة ليس بالأمر السهل. حاول البعض استخدام لغات ميتة، مثل اللاتينية، كوسيلة للتواصل الدولي، ولكن هذا الحل لم يكن عمليًا.

## اللغات الاصطناعية
تُعد اللغات الاصطناعية من ضمن المحاولات لتجاوز العقبات التي يفرضها تنوع اللغات البشرية العادية. ومن بين المحاولات الأكثر شهرة كانت اللغة الاصطناعية فولابوك التي ظهرت في عام 1880، حيث حققت نجاحًا محدودًا، لكنها واجهت صعوبات بسبب تعقيد جذورها. تلتها بعد ذلك لغة الإسبرانتو التي أصبحت اللغة الأكثر شعبية بين اللغات الاصطناعية بحلول عام 1907. على عكس فولابوك، اشتمل هيكل الإسبرانتو على عناصر من العديد من اللغات الأوروبية، مما ساهم في تسهيل تعلمها.

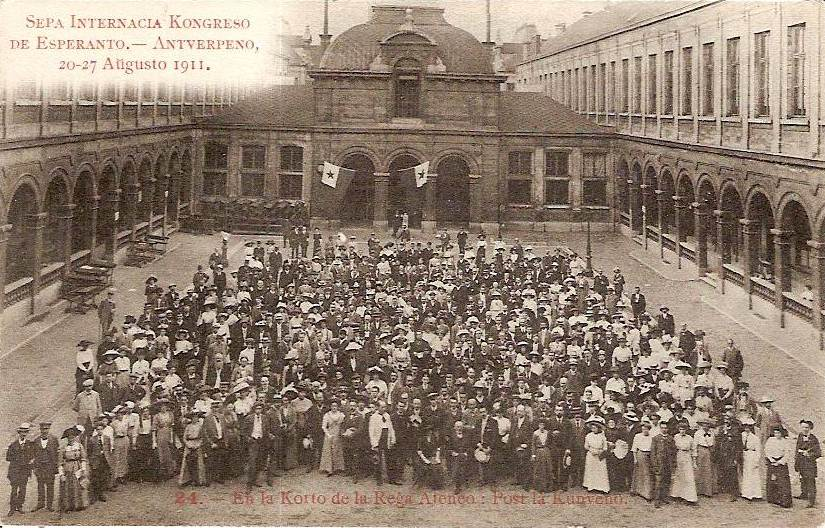
مؤتمر إسبرانتو في مدينة أنتويرب البلجيكية، ١٩١١

كما ظهرت لغة إديوم نيوترال في عام 1902 في إطار الجهود المتزايدة للوصول إلى لغة عالمية مبنية على مجموعة من اللغات الأوروبية. اعتمدت هذه اللغة على مبدأ تحقيق أقصى قدر من الاعتماد على جذور وعناصر لغوية مستخدمة في لغات مختلفة.

## صعود الإنجليزية
في العصر الحديث، برزت اللغة الإنجليزية كأقرب مثال عملي للغة شاملة،
فهي واحدة من أكثر اللغات انتشارًا في العالم، وقد أصبحت لغة عالمية تُستخدم في مجالات متعددة مثل الأعمال، العلوم، الثقافة، والدبلوماسية.
يرجع صعود اللغة الإنجليزية وانتشارها إلى عدة عوامل تاريخية وثقافية واقتصادية:
فمن الناحية التاريخية، ساهمت الإمبراطورية البريطانية خلال القرنين الثامن عشر والتاسع عشر في نشر اللغة الإنجليزية في مستعمراتها، حيث أصبحت الإنجليزية هي اللغة الرسمية في العديد من الدول التي استعمرتها بريطانيا.
من الناحية الاقتصادية، كانت القوة الاقتصادية للولايات المتحدة الأمريكية بعد الحرب العالمية الثانية قد لعبت دورًا مهمًا في تعزيز مكانة الإنجليزية كلغة الأعمال الدولية.
وأما من الناحية الثقافية، فقد لعبت الثقافة الشعبية الأمريكية والبريطانية دورًا كبيرًا في انتشار اللغة، حيث تحظى الأفلام (وخصوصًا أفلام هوليوود) والموسيقى الإنجليزية بشعبية عالمية.
بالإضافة إلى ذلك، ساهم الإنترنت بشكل كبير في جعل الإنجليزية لغة التواصل العالمية.
كما أن اللغة الإنجليزية تُعتبر لغة التدريس الجامعي في العديد من الدول، مما زاد من عدد الناطقين بها.
بالإضافة إلى سهولتها وبساطة قواعدها
وكذا انتشار العولمة.
هذه العوامل مجتمعة جعلت من الإنجليزية لغة عالمية تُستخدم في جميع أنحاء العالم. مما جعلها أقرب مثال واقعي للغة الشاملة.

## عقبات في طريق اللغة الشاملة
تصطدم جهود إنشاء لغة شاملة بالعديد من العقبات:
عقبة الهوية: أولاً، يعتبر الحفاظ على التنوع اللغوي والثقافي أحد أكبر العوائق أمام اللغة الشاملة، حيث إن اللغات البشرية التقليدية لا تمثل فقط أدوات للتواصل، بل تعكس أيضًا الهوية والإرث الثقافي للشعوب الناطقة بها. إن أي محاولة لإنشاء لغة شاملة قد تؤدي إلى إضعاف أو تهميش تلك اللغات، مما يهدد بإبادة التنوع الثقافي.
تعقيدات اللغة: ثانيًا، اللغة هي عبارة عن كيان معقد يتضمن العديد من التفاصيل والفروق الدقيقة والتعابير الثقافية التي يصعب على أي لغة واحدة التقاطها. يتطلب إنشاء لغة تدعي أنها شاملة توفير نظام لغوي يلبي جميع احتياجات التواصل البشري، مع الأخذ في الاعتبار الفروق الثقافية والأيديولوجية.
جهد تعاوني واستراتيجيات فعالة: أخيرًا، فإن إيجاد لغة شاملة جديدة يتفق عليها البشر يتطلب جهدًا كبيرًا من الدول والمجتمعات، بالإضافة إلى استراتيجيات تعليمية فعّالة لنشر هذه اللغة وتعليمها للأجيال الجديدة.

## دور محتمل للذكاء الاصطناعي
تعتبر تقنيات الترجمة الآلية التي تعتمد على الذكاء الاصطناعي واحدة من أبرز الحلول الحديثة في مجال تجاوز حواجز اللغة. تستخدم هذه التقنيات مثل ترجمة جوجل خوارزميات متطورة من التعلم الآلي لتحليل النصوص والمحادثات وتقديم ترجمة فورية بين عدد كبير من اللغات. بالإضافة إلى ذلك تمكّنت هذه الأدوات من التعرف على الكلام وتحويله من حالة المنطوق إلى نصوص مكتوبة، مما يسهل التجسيد الفوري للحوار بين المتحدثين بلغات مختلفة. ومع التقدم المتسارع في إمكانيات الذكاء الاصطناعي، تنعقد آمال المؤسسات على هذا الذكاء في تحسين دقة وسرعة الترجمة، الأمر الذي يعزز التواصل بين الثقافات البشرية المختلفة.
وهناك كلام عن إمكانية اختراع لغة شاملة جديدة بواسطة الذكاء الاصطناعي باعتبار قدرته على تحليل البيانات اللغوية وفهمه للقواعد والنحو، لكن الذي ربما يعيق ذلك هو المقاومة المحتملة من الشعوب التي تعتز بلغاتها باعتبارها جزءًا من هويتها الثقافية، بالإضافة إلى التخوّف من أن تقضي اللغة الشاملة التي يطورها الذكاء الاصطناعي على لغات الأقليات أو تساهم في تهميشها.

## أنظر أيضًا
- لغة عالمية